# Гопалгандж-Садар
Гопалгандж-Садар (бенг. গোপালগঞ্জ সদর, англ. Gopalganj Sadar) — подокруг в центральной части Бангладеш в составе округа Гопалгандж. Образован в 1983 году. Административный центр — город Гопалгандж. Площадь подокруга — 413,75 км². По данным переписи 1991 года численность населения подокруга составляла 291 409 человек. Плотность населения равнялась 745 чел. на 1 км². Уровень грамотности населения составлял 44,7 %. Религиозный состав: мусульмане — 66,45 %, индуисты — 32,75 %, христиане — 0,42 %, прочие — 0,38 %.